# Поляков, Юрий Александрович (историк)
Ю́рий Алекса́ндрович Поляко́в (18 октября 1921, Ташкент, Туркестанская АССР — 27 декабря 2012, Москва, Россия) — советский и российский историк, специалист в области новейшей истории России (в особенности периода Гражданской войны), экономической истории, исторической демографии и исторической географии. Доктор исторических наук (1965), профессор (1970), академик РАН (1997). Действительный член РАЕН (1993).

## Биография
Из семьи служащих. Учился в МИФЛИ, после его слияния с МГУ поступил на исторический факультет, где занимался у академиков М. В. Нечкиной, М. Н. Тихомирова и В. М. Хвостова. В Великую Отечественную войну участвовал в строительстве оборонительных рубежей под Москвой (1941), работал в Свердловске на военном заводе (1942—1943). Окончил МГУ в 1945 году. Учился в заочной аспирантуре Института истории АН СССР, защитил кандидатскую диссертацию «Московские трудящиеся в обороне советской столицы в 1919 г.» (1949, научный руководитель И. М. Разгон).
В 1943—1945 годах — младший научный сотрудник Главной редакции «Истории гражданской войны в СССР», в 1945—1948 годах — референт, старший референт, с 1948 года — заместитель заведующего международным отделом «Комсомольской правды». С 1949 года работал в Институте истории АН СССР: младший, затем — старший научный сотрудник, заведующий отделом истории советского общества (1959—1968). Заведующий сектором изучения комплексных проблем социалистического и коммунистического строительства в СССР Институт истории СССР (1968—1991), основатель и руководитель Центра по изучению истории территории и населения России ИРИ РАН (1992—2012). Доктор исторических наук (1965, диссертация «Переход к нэпу и советское крестьянство»), член-корреспондент АН СССР с 1 июля 1966 года по Отделению истории (история СССР), действительный член РАН с 29 мая 1997 года.
В 1950—1970-е годы преподавал в МГУ, АОН при ЦК КПСС, МГИАИ и Дипломатической академии МИД СССР. Был главным редактором журнала «История СССР» (1966—1968), с 1984 года — председателем Научного совета АН СССР (РАН) по проблемам исторической демографии и исторической географии РАН, председателем научного совета РАН «Человек в повседневности: прошлое и настоящее» (с 2002), советником при дирекции ИРИ РАН.
В 1976—1977 годы являлся главным научным консультантом цикла документальных телевизионных фильмов «Наша биография», посвящённых 60-летию Октябрьской революции.
Был женат на историке Александре Яковлевне Поляковой (1921—2016). Дочь — кандидат исторических наук Елена Полякова, замужем за физиком М. В. Ковальчуком.
Умер 27 декабря 2012 года в Москве. Похоронен 29 декабря 2012 года на Ваганьковском кладбище (участок 14). Вдова Ю. А. Полякова была похоронена рядом с мужем.

## Память
20 октября 2015 года в честь Юрия Полякова была названа улица в районе Черёмушки Юго-Западного административного округа Москвы.

## Научная деятельность
Автор более 650 научных публикаций. Способствовал возрождению исторической демографии в России, преодолению односторонности и тенденциозности в освещении событий Гражданской войны 1917—1922 годов. Разработал методику ретроспективного восстановления динамических рядов движения населения РСФСР и СССР за 1917—1926 годы, позволившую оценить людские потери в Первой мировой и Гражданской войнах. Предложил установить основные составляющие исчисления общих демографических потерь СССР во Второй мировой войне: потери вооружённых сил и мирного населения в зоне боевых действий, убыль населения в тыловых районах и на оккупированной территории, потери населения в результате репрессий и депортаций.
Под руководством Ю. А. Полякова впервые были изданы ранее засекреченные материалы переписей населения СССР 1937 (наиболее полная публикация — в книге 2007 года «Всесоюзная перепись населения 1937 года: общие итоги») и 1939 годов («Всесоюзная перепись населения 1939 года», 1992).
Учёный также внёс вклад в разработку ряда новых направлений в развитии российской науки: исторической экологии, изучения человека в повседневности и др.
Один из авторов и редакторов изданий «История Москвы» (т. 6, кн. 1, 1957), «Всемирная история» (т. 8, 1961), «История СССР с древнейших времён до наших дней» (т. 8, 1967) и др.

## Награды и признание
Государственные награды и премии:
- Орден «За заслуги перед Отечеством» IV степени (2011)[12]
- Орден Почёта (2003)[13]
- Орден «Знак Почёта» (1975)
- Орден Дружбы народов (1981)
- Государственная премия СССР (1987) — за вклад в создание 13-томного труда «Всемирная история»

Признание заслуг научным сообществом:
- Премия имени В. О. Ключевского РАН (2002) — за серию работ по истории населения России в 1930-е годы[14]
- Серебряная медаль общества «Урания» (ГДР, 1977)[4]
- Медаль им. Г. Киркова (Союз научных работников Болгарии, 1977)[4]

## Основные работы

### Книги
- Поляков Ю. А. Московские трудящиеся в обороне советской столицы в 1919 г. — М., 1958;
- Поляков Ю. А. От боя к труду — от труда до атак. — М., 1960;
- Гапоненко Л. С., Поляков Ю. А. Исторические знания — на службу строительства коммунизма. — М.: Знание, 1962.
- Поляков Ю. А. Великий рубеж истории. — М., 1967;
- Поляков Ю. А. Переход к нэпу и советское крестьянство. — М., 1967;
- Поляков, Ю. А. 1921-й: победа над голодом. — М. : Политиздат, 1975. — 122 с. : ил. — (Страницы истории Советсткой Родины). — 100 000 экз.;
- Поляков, Ю. А. Конец басмачества / Ю. А. Поляков, А. И. Чугунов. — М. : Наука, 1976. — 184 с. — (История нашей Родины). — 75 000 экз.;
- Поляков, Ю. А. Великая Октябрьская. — М. : Наука, 1977. — 142 с. — (История нашей Родины). = Поляков, Ю. А. Великая Октябрьская. — 2-е изд. — М. : Наука, 1987.;
- Поляков Ю. А. Революция защищается. — М.: Педагогика, 1975. — (Учёные — школьнику);
- Зевелев А. И., Поляков Ю. А., Чугунов А. И. [militera.lib.ru/research/zevelev_ai/index.html Басмачество: возникновение, сущность, крах]. — М.: Главная редакция восточной литературы изд-ва «Наука», 1981. — 244 с. — 10 000 экз.;
- Конституция развитого социализма: исторические предпосылки и значение. М.: Наука, 1981 (редактор);
- Дмитренко В. П., Поляков Ю. А., Щербань Н. В. Новая экономическая политика: разработка и осуществление. — М.: Политиздат, 1982. — 240 с. — 50 000 экз.;
- Поляков Ю. А. Советская страна после окончания гражданской войны: территория и население. — М.: Наука, 1986. — 272 с. — 2450 экз.;
- Зевелев А. И., Поляков Ю. А., Шишкина Л. В. Басмачество: правда истории и вымысел фальсификаторов. — М.: Мысль, 1986. — 254 с. — 23 000 экз.;
- Антисоветская интервенция и её крах (1917—1922). — М.: Политиздат, 1986. — 206 [2] с. — 100 000 экз. (совм. с Ю. В. Мухачёвым и С. С. Хромовым; 2-е изд. 1987);
- Историческая демография: проблемы, суждения, задачи. М., 1989 (редактор);
- Поляков Ю. А. Гражданская война: взгляд сквозь годы. — Уфа, 1994. (2-е изд. 1997);
- Гражданская война в России: перекрёсток мнений. — М.: Наука, 1994. — 376 [1] с. (совм. с Ю. И. Игрицким);
- Поляков Ю. А. Наше непредсказуемое прошлое. — М.: АИРО-XXI, 1995. — 215 с.;
- Жиромская В. Б., Киселёв И. Н., Поляков Ю. А. Полвека под грифом «секретно». Всесоюзная перепись 1937 года. — М.: Наука, 1996;
- Поляков Ю. А. Корифеи отечественной исторической науки: воспоминания. — М., 1997;
- Поляков Ю. А. Историческая наука: люди и проблемы. — М.: РОССПЭН, 1999. — 454 с. (2-е изд. 2004);
- Население России в XX в.: исторические очерки. М.: РОССПЭН, 2000—2012 (тт. 1-3, редактор);
- Поляков Ю. А. Историческая наука: итоги и проблемы. — М., 2009 (кн. 1—3);
- Поляков Ю. А. Минувшее: Фрагменты: Воспоминания историка. Кн. 1. — М.: Собрание, 2010;
- Поляков Ю. А. Минувшее: Фрагменты: Воспоминания историка. Кн. 2. — М.: Собрание, 2011. — 320 с., ил. — 300 экз. — ISBN 978-5-9606-0108-5

### Статьи
- Поляков Ю. А. Недород 1924 г. и борьба с его последствиями // История СССР. — 1958. — № 1;
- Поляков Ю. А. К вопросу о содержании и этапах аграрной революции в СССР // Вопросы истории. — 1962. — № 8;
- Поляков Ю. А. Ещё раз о некоторых вопросах истории аграрной революции // Вопросы истории. — 1963. — № 2;
- Поляков Ю. А. Коммунистическое воспитание и история // Вопросы истории. — 1963. — № 7;
- Поляков Ю. А. Некоторые вопросы перехода к нэпу // Вопросы истории КПСС. — 1963. — № 12;
- Поляков Ю. А. Начало восстановления сельского хозяйства Советской страны (1921—1922) // История СССР. — 1964. — № 4;
- Поляков Ю. А. Стимул, мерa, темп: некоторые проблемы новой экономической политики // Вопросы истории. — 1964. — № 7;
- Вылцан М. А., Ивницкий Н. А., Поляков Ю. А. Некоторые проблемы истории коллективизации в СССР // Вопросы истории. — 1965. — № 3;
- Поляков Ю. А. Некоторые вопросы истории гражданской войны в СССР // Вопросы истории. — 1968. — № 1;
- Полетаев В. Е., Поляков Ю. А., Устинов В. А. История, конкретные социальные исследования, кибернетика // История СССР. — 1968. — № 4;
- Поляков Ю. А. Некоторые черты вооружённой борьбы в годы гражданской войны // Исторический опыт Великого Октября. — М., 1975;
- Дмитренко В. П., Поляков Ю. А. Исследование комплексных проблем истории советского общества // История СССР. — 1977. — № 2;
- Поляков Ю. А., Писаренко Э. Е. Исторические аспекты изучения советского образа жизни // Вопросы истории. — 1978. — № 6;
- Киселёв И. Н., Поляков Ю. А., Устинов В. А. К вопросу о методике определения численности и национального состава населения СССР в 1917—1926 гг. // История СССР. — 1981. — № 2;
- Поляков Ю. А. Некоторые вопросы историографии переходного периода от капитализма к социализму: итоги и проблемы // История СССР. — 1982. — № 5;
- Поляков Ю. А. Страна Советов во время образования СССР: национальный состав населения // История СССР. — 1985. — № 1;
- Поляков Ю. А. О литературном мастерстве историка // Новая и новейшая история. — 1986. — № 4;
- Поляков Ю. А. Москва: канун 1917 года // Вопросы истории. — 1987. — № 2;
- Поляков Ю. А. Общественное достоинство историка // Знание — сила. — 1987. — № 11;
- Поляков Ю. А. 20-е годы: настроения партийного авангарда // Вопросы истории КПСС. — 1989. — № 10;
- Поляков Ю. А. Гражданская война в России: последствия внутренние и внешние // Новая и новейшая история. — 1992. — № 4;
- Поляков Ю. А. Гражданская война в России: возникновение и эскалация (недоступная ссылка) // Отечественная история. — 1992. — № 6;
- Поляков Ю. А. Апрель шестьдесят седьмого: страсти по Шульгину // Вопросы истории. — 1994. — № 3;
- Поляков Ю. А. Основные проблемы изучения людских потерь СССР в Великой Отечественной войне // Людские потери СССР в период Второй мировой войны. СПб., 1995;
- Поляков Ю. А. Путь познания истории // Историки России о времени и о себе. Вып. 1. — М., 1997;
- Поляков Ю. А. Почему история нас не учит? // Вопросы истории. — 2001. — № 2;
- Поляков Ю. А. Кино — великий историк // Отечественная история. — 2003. — № 6;
- Поляков Ю. А. Как отразить многомерность истории // Новая и новейшая история. — 2003. — № 4.
- Поляков Ю. А. Великая Победа 1945 г. и как ею распоряжались // Отечественная история. — 2007. — № 3;
- Поляков Ю. А. Финляндская автономия в Российской империи // Вопросы истории. — 2008. — № 8;
- Поляков Ю. А. 1812 год: война справедливая, победная // Новая и новейшая история. — 2012. — № 5;
- Поляков Ю., Щербань Н. История и политика: суждения В. О. Ключевского // Российская история. — 2013. — № 2. — С. 137‒155.